# Beloje ozero
Beloje ozero (ryska: Бе́лое о́зеро) eller Vita sjön är en sjö i nordvästra Ryssland, 100 kilometer sydost om Onega.
Sjön ligger 122 meter över havet, är 44 kilometer lång, 1 125 km² stor. Beloje ozero avflyter genom Sjeksna i sydost till Volga och står genom tillflödet Kovzja-Mariakanalen i förbindelse med Onega. Genom Belozerokanalen längs sjöns sydvästra strand förbinds Kovzja och Sjeksna med varandra. Från Sjeksna leder Alexander von Württemberg-kanalen till Kubenskoje ozero, varigenom Beloje ozero står i förbindelse med Dvina.